# Gymnopilus purpureosquamulosus
Gymnopilus purpureosquamulosus là một loài nấm thuộc họ Cortinariaceae.